# McLaren MP4/1
A McLaren MP4/1 egy Formula–1-es versenyautó, amit a McLaren tervezett, és amely 1981 és 1983 között volt használatban. Az első olyan autó volt, amely szénszálas karosszériával épült, monocoque kivitelben, mely mára teljesen általánossá vált. Ugyancsak az első autója volt a McLaren csapatnak, amely Ron Dennis Project Four Formula–2-es csapatával összefogva készült, innen az MP4 elnevezés, melyet egészen 2016-ig használtak.

## Története
Az autó főtervezője John Barnard volt. A szénszálas kasztnit a McLaren maga építette az amerikai Hercules Aerospace cég segítségével. A könnyű, de kellően merev és biztonsági szempontból is ideális technikát hamarosan a többi csapat is átvette. John Watson autója az 1981-es olasz nagydíjon súlyosan megsérült, ezt a Hercules Aerospace megvásárolta, és a segítségével demonstrálta a túlélési esélyeket egy ilyen versenyautóban.
1981 és 1983 között a Ford-Cosworth jól bevált 3 literes V8-as szívómotorját használták, de az 1983-as idény végén kísérletképpen áttértek a Porsche által tervezett 1,5 literes turbómotorra.
Az 1981-es idényben John Watson és Andrea de Cesaris vezették az autót, az 1982-es és 1983-as idényben utóbbit Niki Lauda váltotta, aki kétéves kihagyást követően tért vissza. 1982-ben az MP4/1B változatú áttervezett kasztnival Watson majdnem bajnok lett, de végül Keke Rosberg és Didier Pironi mögött csak harmadik lett - a konstruktőri második helyezést mindazonáltal elérte a csapat.
1983-ban újabb minimális áttervezéssel az MP4/1C variánssal versenyeztek. A szezon második versenyén, Long Beach-en hatalmasat versenyeztek, miután John Watson úgy nyert, hogy a 22. helyről rajtolt, ami abszolút rekord a mai napig. Niki Lauda a 23. helyről a 2. helyig jött fel. A teljesítmény azonban fokozatosan romlott, köszönhetően annak, hogy a Renault, a Ferrari, és a BMW is áttértek a turbómotorokra, amelyekkel a régi Cosworth motor már nem tudta tartani a tempót. Ezért idény közben építettek egy MP4/1D variánsú kasztnit, amelybe a TAG és a Porsche közös fejlesztésű V6-os turbómotorja került. A Holland Nagydíjtól kezdődően pedig a versenyeken is bevetették, itt már egy MP4/1E jelű variánst. Habár a konstrukció még messze nem volt kiforrott, Niki Lauda mesterkedései miatt (melyeket jórészt a csapat háta mögött bonyolított le) már muszáj volt bevetni. Lauda elpanaszolta Aleardo Buzzinak, a főszponzor Marlboro emberének, hogy a csapat versenyképtelen turbómotor nélkül, és javasolta, hogy vegye vissza a motorfejlesztésre adott szponzori pénzeket, mert a fejlesztést aktív teszteléssel Lauda maga akarta volna felügyelni. Ez felbőszítette Ron Dennis és John Barnardot, hiszen már javában folyt az MP4/2-es autó tervezése a TAG-Porsche motor köré, és Lauda olyan helyzetbe hozta őket, hogy kénytelenek voltak még az az évi autót is áttervezni a motorhoz, csak hogy bevethető legyen még 1983-ban. Az új autót John Watson vitte pályára, de hamar kiderült, hogy a kapkodások miatt a motor alulfejlesztett volt és gyermekbetegségekkel küzdött. A szezon hátralévő versenyeit vagy be sem fejezték, vagy a pontszerzés közelébe sem kerültek - igaz, nem is ez volt a terv.

## Eredmények
(félkövérrel jelölve a pole pozíció; dőlt betűvel a leggyorsabb kör)
| Év   | Csapat                         | Kasztni | Motor           | Gumik | Pilóták           | 1   | 2   | 3   | 4   | 5   | 6   | 7   | 8   | 9   | 10  | 11  | 12  | 13  | 14  | 15  | 16  | Pontok | Helyezés |
| ---- | ------------------------------ | ------- | --------------- | ----- | ----------------- | --- | --- | --- | --- | --- | --- | --- | --- | --- | --- | --- | --- | --- | --- | --- | --- | ------ | -------- |
| 1981 | Marlboro McLaren International | MP4     | Cosworth DFV    | M     |                   | USW | BRA | ARG | SMR | BEL | MON | ESP | FRA | GBR | GER | AUT | NED | ITA | CAN | CPL |     | 28     | 6.       |
| 1981 | Marlboro McLaren International | MP4     | Cosworth DFV    | M     | John Watson       |     |     | KI  | 10  | 7   | KI  | 3   | 2   | 1   | 6   | 6   | KI  | KI  | 2   | 7   |     | 28     | 6.       |
| 1981 | Marlboro McLaren International | MP4     | Cosworth DFV    | M     | Andrea de Cesaris |     |     |     |     |     | KI  | KI  | 11  | KI  | KI  | 8   | NI  | 7   | KI  | 12  |     | 28     | 6.       |
| 1982 | Marlboro McLaren International | MP4B    | Cosworth DFV    | M     |                   | RSA | BRA | USW | SMR | BEL | MON | DET | CAN | NED | GBR | FRA | GER | AUT | SUI | ITA | CPL | 69     | 2.       |
| 1982 | Marlboro McLaren International | MP4B    | Cosworth DFV    | M     | John Watson       | 6   | 2   | 6   |     | 1   | KI  | 1   | 3   | 9   | KI  | KI  | KI  | 9   | 13  | 4   | 2   | 69     | 2.       |
| 1982 | Marlboro McLaren International | MP4B    | Cosworth DFV    | M     | Niki Lauda        | 4   | KI  | 1   |     | DSQ | KI  | KI  | KI  | 4   | 1   | 8   | NI  | 5   | 3   | KI  | KI  | 69     | 2.       |
| 1983 | Marlboro McLaren International | MP4/1C  | Cosworth DFV    | M     |                   | BRA | USW | FRA | SMR | MON | BEL | DET | CAN | GBR | GER | AUT | NED | ITA | EUR | RSA |     | 34     | 5.       |
| 1983 | Marlboro McLaren International | MP4/1C  | Cosworth DFV    | M     | John Watson       | KI  | 1   | KI  | 5   | NK  | KI  | 3   | 6   | 9   | 5   | 9   | 3   |     |     |     |     | 34     | 5.       |
| 1983 | Marlboro McLaren International | MP4/1C  | Cosworth DFV    | M     | Niki Lauda        | 3   | 2   | KI  | KI  | NK  | KI  | KI  | KI  | 6   | DSQ | 6   |     |     |     |     |     | 34     | 5.       |
| 1983 | Marlboro McLaren International | MP4/1E  | TAG Porsche PO1 | M     | John Watson       |     |     |     |     |     |     |     |     |     |     |     |     | KI  | KI  | DSQ |     | 0      | -        |
| 1983 | Marlboro McLaren International | MP4/1E  | TAG Porsche PO1 | M     | Niki Lauda        |     |     |     |     |     |     |     |     |     |     |     | KI  | KI  | KI  | 11  |     | 0      | -        |